# USS Stickell (DD-888)
El USS Stickell (DD-888) fue un destructor clase Gearing que sirvió a la Armada de los Estados Unidos entre 1945 y 1972. Fue transferido a la Armada Griega en 1972 y renombrado HS Kanaris (D-212).

## Historia
Fue puesto en gradas el 5 de enero de 1945, botado el 16 de junio de ese mismo año y puesto en servicio el 31 de octubre de 1945. Recibía su nombre en memoria del teniente John H. Stickell (1914-1943). En los últimos meses de la Segunda Guerra Mundial, estuvo asignado en el Atlántico.
En 1963, el buque recibió mejoras, bajo el programa FRAM (Fleet Rehabilitation and Modernization). Incorporado por la Armada Griega en 1972, pasó a llamarse HS Kanaris (D-212), en honor al almirante Konstantinos Kanaris (1790-1877).

## Galería

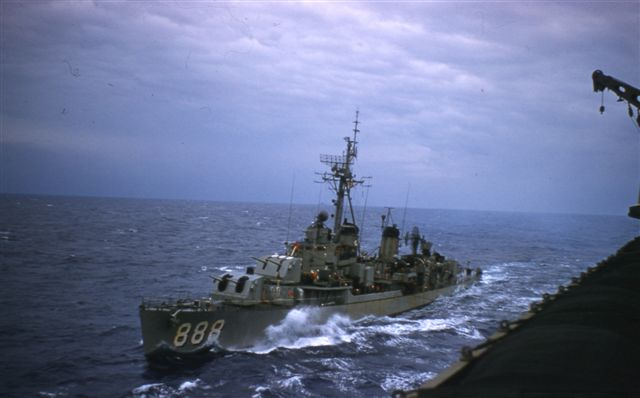
El destructor estadounidense USS Stickell (DDR-888) en 1958
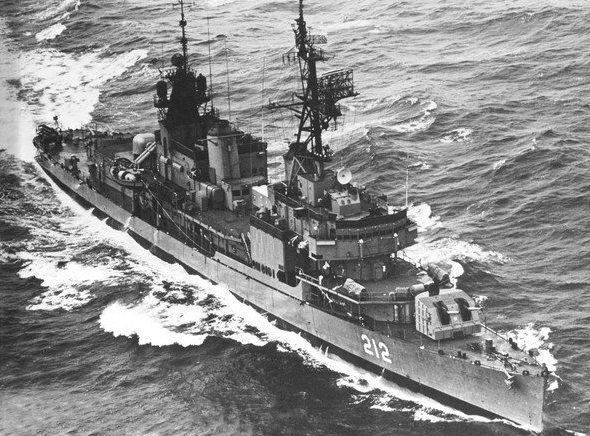
El destructor griego HS Kanaris (D-212) en 1988
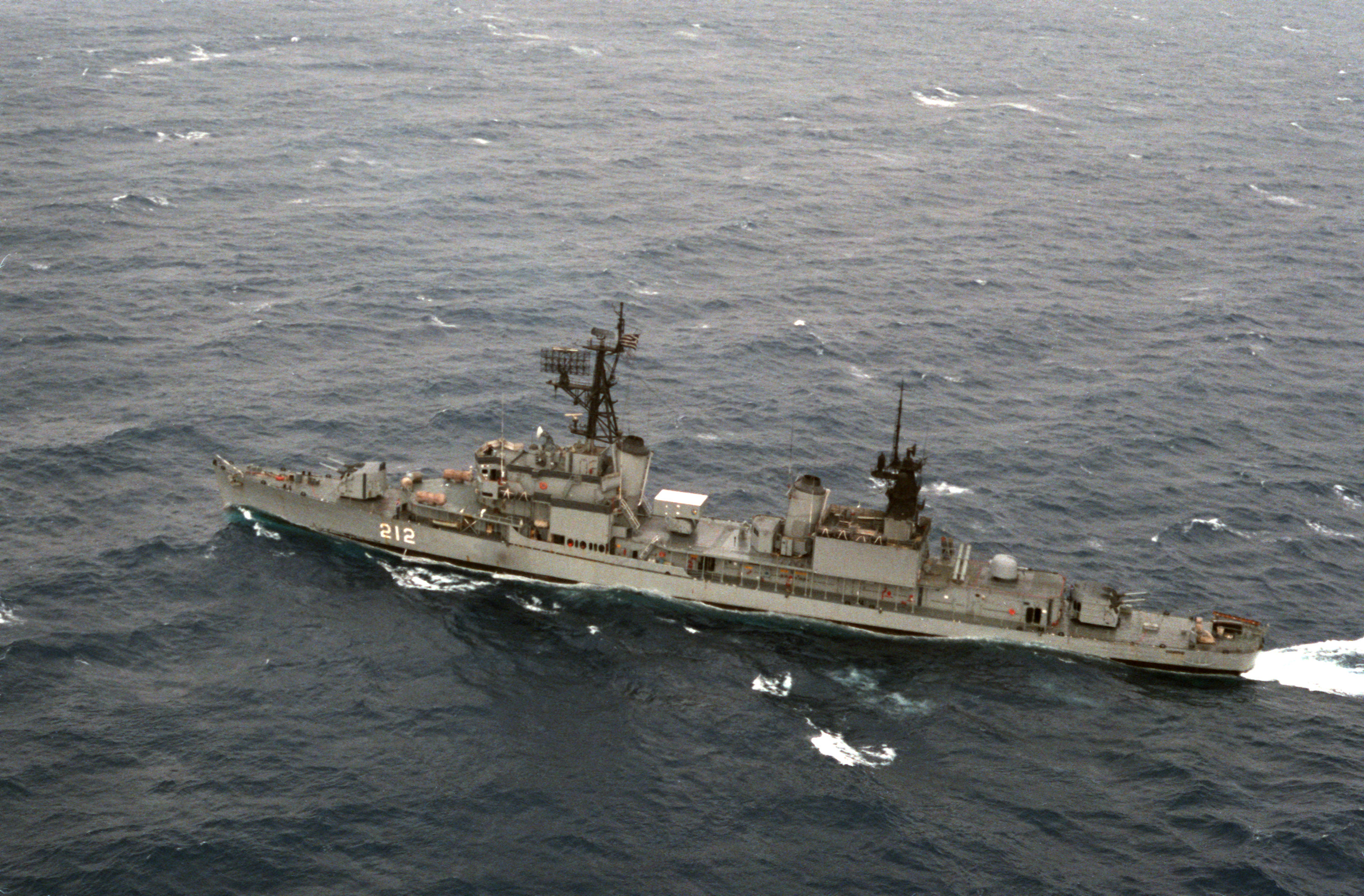
El destructor griego HS Kanaris (D-212) en 1988